# Joanna Konarzewska

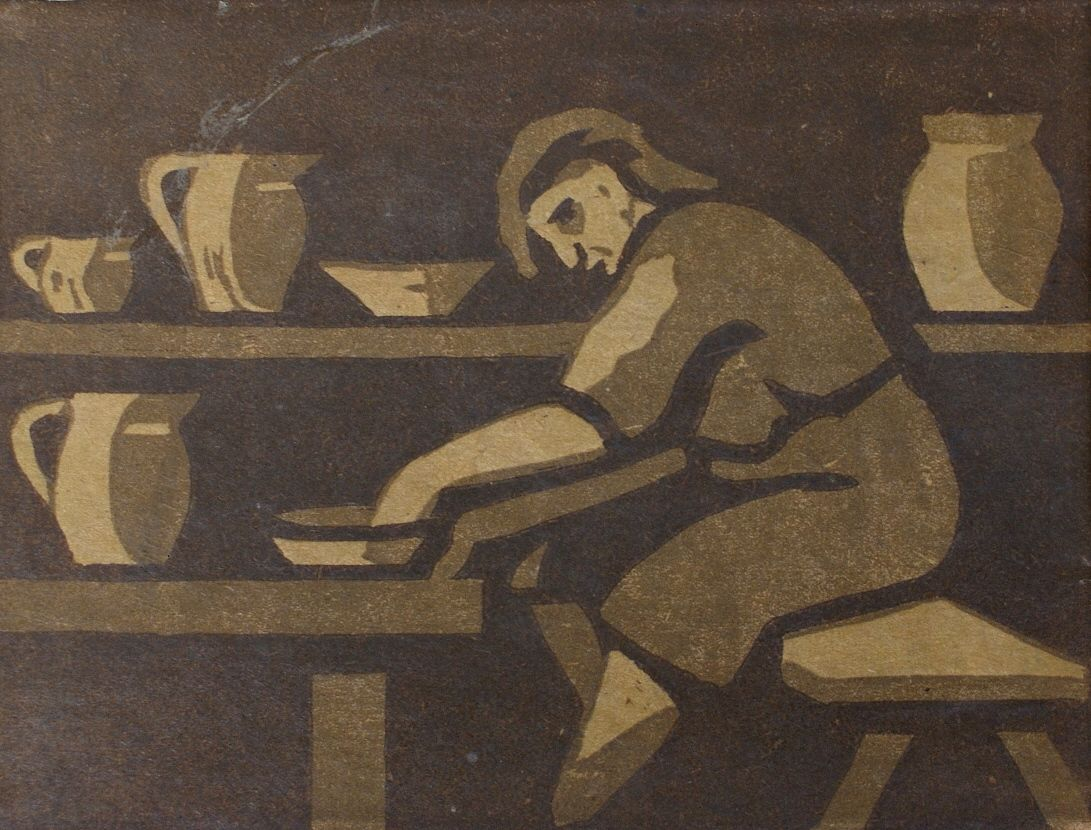
Farbige Holzschnitzerei, 1950er Jahre

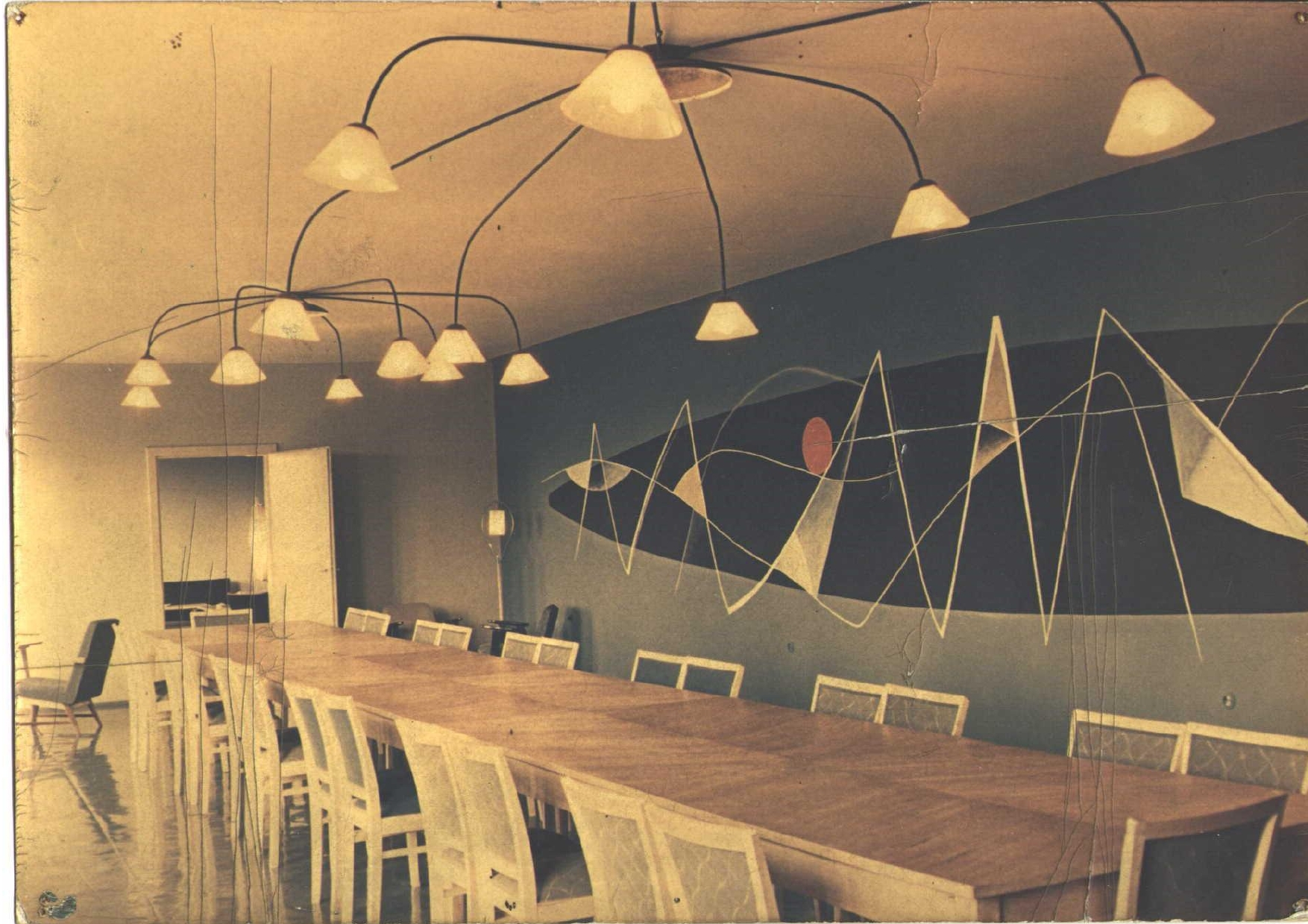
Sitzungssaal im Kulturzentrum in Rydułtowy – Innenausstattung von Joanna Konarzewska, um 1960

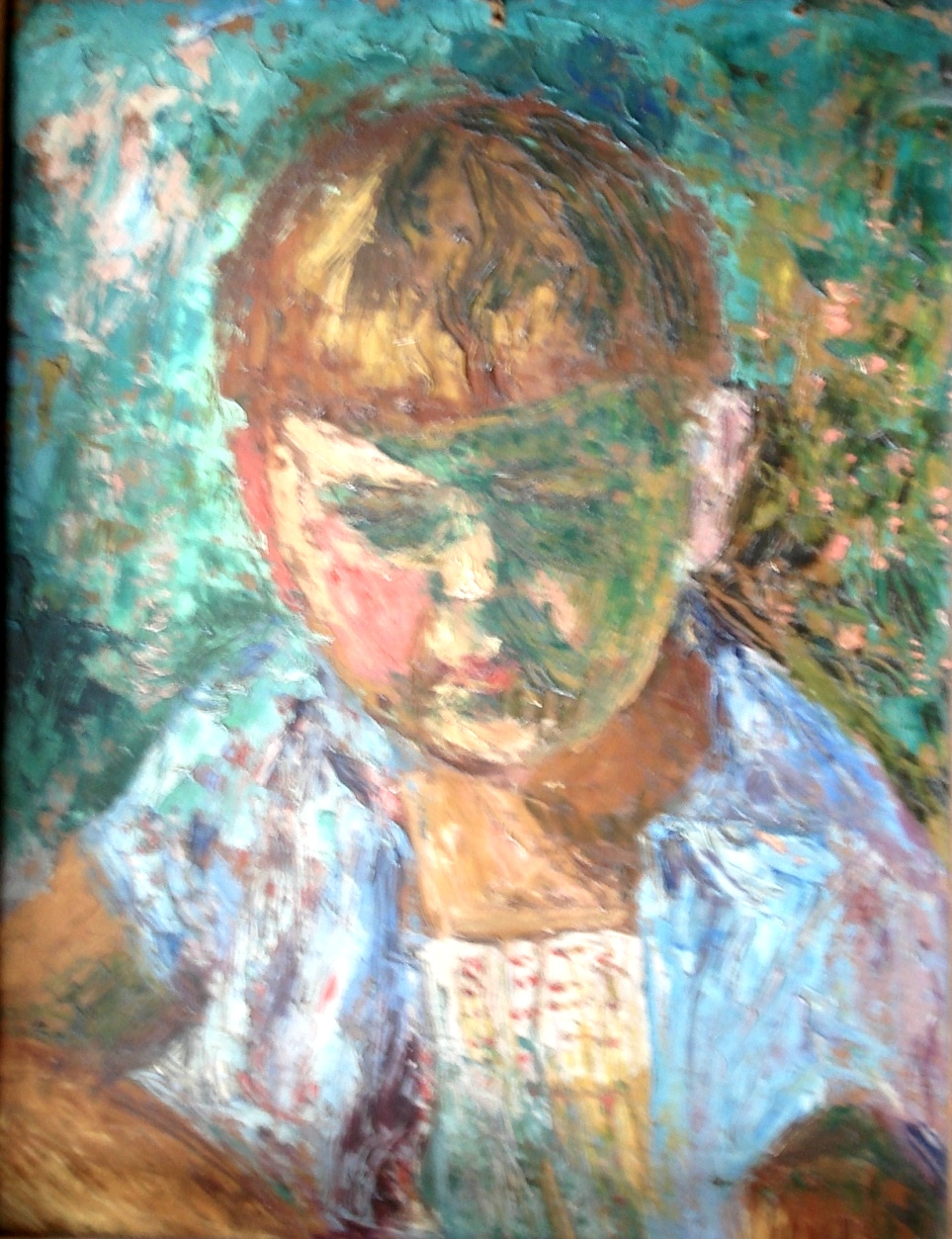
Porträt des Sohnes Ludwik

Joanna Konarzewska (* 18. Dezember 1926 in Rybnik, Oberschlesien; † 16. Juni 1991 in Zbrosławice bei Tarnowskie Góry, Polen) war eine polnische Malerin, Graphikerin, Innenausstatterin und Kunstpädagogin. Sie stammte aus einer Handwerker- und Kaufmannsfamilie, war die Tochter von Maria und Rajmund Jonderko und die Ehefrau des Malers und Bildhauers Ludwik Konarzewski Jr.

## Leben
Konarzewska studierte in den Jahren 1952–1958 Graphik in Kattowitz an der damaligen Filiale Krakauer Kunstakademie unter anderem bei dem in Odessa geborenen, später in Kiew lebenden und schließlich nach dem Zweiten Weltkrieg in Schlesien ansässigen Graphiker Aleksander Rak.
Als Graphikerin malte sie Porträts sowie gelegentlich Naturbilder, auf denen sie sehr persönlich die Landschaft von Oberschlesien interpretierte. Für die Graphiken verwendete sie die Technik der Lithographie, der Holzschnitzerei sowie verschiedene Metalltechniken. In späteren Zeiten schuf sie Arbeiten sowohl in Öl, am häufigsten Landschaften, Porträts und Stillleben, als auch Aquarell- und Pastellbilder, die die persönliche Faszination widerspiegelten, die auf sie die See- und die Berglandschaft ausübten.
1959 bis 1983 bereiste Konarzewska Westeuropa und die Vereinigten Staaten. In dieser Zeit entfaltete sich ihr Interesse für die Innenarchitektur. Als Beispiel für dieses Element ihres Schaffens können Räume im Kulturzentrum in Rydułtowy bei Rybnik dienen, das damals unter der Führung des Steinkohlebergwerkes namens „Rydułtowy-Anna“ stand. Die Arbeiten wurden etwa 1960 fertiggestellt. In der eigenständigen und originellen Innenausstattung dieser Räume kann man einen deutlichen Bezug zu Werken solcher zeitgenössischen Künstler wie Joan Miró, Alexander Calder, Paul Klee oder zur Malerei von Henri Matisse, eines der Schöpfer der Kunstkanone im 20. Jahrhundert, finden.
Die bildende Kunst in der zweiten Hälfte des 20. Jahrhunderts wirkte hauptsächlich durch ihre Form und seltener durch ihre Inhalte. Dadurch erfüllte sie eine Pionierfunktion in der angewandten Kunst. Wie das bei öffentlichen Plätzen oft der Fall ist, blieb leider die Innenausstattung aus dem Kulturzentrum in Rydułtowy nicht erhalten.
In den 50er Jahren unterrichtete sie zusammen mit ihrem Ehemann Ludwik Malerei, Graphik und Zeichnen in einem gemeinnützigen Kunstzentrum neben dem eigenen Haus auf dem Familiengrundstück namens Bucznik in Istebna. In den Jahren 1958–1968 lehrte sie Kunst in dem Staatlichen Zentrum für Bildende Kunst in Rydułtowy, das von ihrem Ehemann und dessen Vater gegründet wurde. 1970 bis 1976 war Konarzewska Lehrerin für Bildende Kunst an den Mittelschulen im Teschener Schlesien. Im Unterricht hob sie in besonderem Maße die Bedeutung der angewandten Kunst und der gesamten materiellen Kultur im menschlichen Alltag hervor. Die Art und der Umfang der Kunstausbildung war recht innovativ im damaligen Polen und trug zu Konarzewskas Erfolg als Lehrerin bei, da der Unterricht merklich das ästhetische Bewusstsein der jungen Menschen erhöhte.
In den 70er und 80er Jahren nahm sie an lokalen, regionalen und gesamtpolnischen Ausstellungen in Kattowitz, Rybnik und Bielitz-Biala sowie an Ausstellungen im Ausland – in Hamburg und Köln – teil.

## Verweise

### Film
- Gniazdo na Buczniku – Dokumentarfilm, Regie: Aleksandra Dendor, TVP/Zentrum in Kattowitz 1993; gesendet 1994 in TVP 3 und TVP 2